# Yoshiaki Fujita
Yoshiaki Fujita (Tochigi, 12 januari 1983) is een Japans voetballer.

## Clubcarrière
Fujita speelde tussen 2005 en 2010 voor JEF United Ichihara Chiba en Oita Trinita. Hij tekende in 2011 bij Júbilo Iwata.